# Pon de Replay
Pon de Replay (Play it again in Bajan en Spaans) is een r&b–reggae nummer geschreven door Vada Nobles, Carl Sturken, Evan Rogers en Alisha Brooks voor zangeres Rihanna's debuutalbum Music of the Sun uit 2005. De single is geproduceerd door Nobles, Sturken, en Rogers, en is in de zomer van 2005 uitgebracht als eerste single van het album. Het nummer bereikte de nummer 2 positie in de Amerikaanse Billboard Hot 100 en zorgde voor de doorbraak van de zangeres. In de Engelse UK Singles Chart bereikte het nummer eveneens de tweede plek en in Australië en Canada kwam het op de respectievelijk zesde en zevende plaats. In de United World Chart kwam de single tot #4.

## Tracklist
- Cd-single (Europese versie)

1. "Pon de Replay" (Radio edit) (Brooks, Alisha/Rogers, Evan/Sturken, Carl/Nobles, Vada) - 3:34
2. "Pon de Replay" (Remix featuring Elephant Man) (Brooks, Alisha/Rogers, Evan/Sturken, Carl/Nobles, Vada) - 3:37

- Cd-maxisingle (Europese versie)

1. "Pon de Replay" (Brooks, Alisha/Rogers, Evan/Sturken, Carl/Nobles, Vada) - 3:36
2. "Pon de Replay" (Cotto's Replay Dub) (Brooks, Alisha/Rogers, Evan/Sturken, Carl/Nobles, Vada) - 6:48
3. "Pon de Replay" (Instrumental) (Brooks, Alisha/Rogers, Evan/Sturken, Carl/Nobles, Vada) - 4:05

- Extra's:

"Pon de Replay" (Video) - 3:37
| "Pon de Replay" in de Vlaamse Ultratop 50 - binnen 17-09-2005 | "Pon de Replay" in de Vlaamse Ultratop 50 - binnen 17-09-2005 | "Pon de Replay" in de Vlaamse Ultratop 50 - binnen 17-09-2005 | "Pon de Replay" in de Vlaamse Ultratop 50 - binnen 17-09-2005 | "Pon de Replay" in de Vlaamse Ultratop 50 - binnen 17-09-2005 | "Pon de Replay" in de Vlaamse Ultratop 50 - binnen 17-09-2005 | "Pon de Replay" in de Vlaamse Ultratop 50 - binnen 17-09-2005 | "Pon de Replay" in de Vlaamse Ultratop 50 - binnen 17-09-2005 | "Pon de Replay" in de Vlaamse Ultratop 50 - binnen 17-09-2005 | "Pon de Replay" in de Vlaamse Ultratop 50 - binnen 17-09-2005 | "Pon de Replay" in de Vlaamse Ultratop 50 - binnen 17-09-2005 | "Pon de Replay" in de Vlaamse Ultratop 50 - binnen 17-09-2005 | "Pon de Replay" in de Vlaamse Ultratop 50 - binnen 17-09-2005 | "Pon de Replay" in de Vlaamse Ultratop 50 - binnen 17-09-2005 | "Pon de Replay" in de Vlaamse Ultratop 50 - binnen 17-09-2005 | "Pon de Replay" in de Vlaamse Ultratop 50 - binnen 17-09-2005 | "Pon de Replay" in de Vlaamse Ultratop 50 - binnen 17-09-2005 | "Pon de Replay" in de Vlaamse Ultratop 50 - binnen 17-09-2005 | "Pon de Replay" in de Vlaamse Ultratop 50 - binnen 17-09-2005 | "Pon de Replay" in de Vlaamse Ultratop 50 - binnen 17-09-2005 | "Pon de Replay" in de Vlaamse Ultratop 50 - binnen 17-09-2005 | "Pon de Replay" in de Vlaamse Ultratop 50 - binnen 17-09-2005 | "Pon de Replay" in de Vlaamse Ultratop 50 - binnen 17-09-2005 |
| Week                                                          | 01                                                            | 02                                                            | 03                                                            | 04                                                            | 05                                                            | 06                                                            | 07                                                            | 08                                                            | 09                                                            | 10                                                            | 11                                                            | 12                                                            | 13                                                            | 14                                                            | 15                                                            | 16                                                            | 17                                                            | 18                                                            | 19                                                            | 20                                                            |                                                               |                                                               |
| ------------------------------------------------------------- | ------------------------------------------------------------- | ------------------------------------------------------------- | ------------------------------------------------------------- | ------------------------------------------------------------- | ------------------------------------------------------------- | ------------------------------------------------------------- | ------------------------------------------------------------- | ------------------------------------------------------------- | ------------------------------------------------------------- | ------------------------------------------------------------- | ------------------------------------------------------------- | ------------------------------------------------------------- | ------------------------------------------------------------- | ------------------------------------------------------------- | ------------------------------------------------------------- | ------------------------------------------------------------- | ------------------------------------------------------------- | ------------------------------------------------------------- | ------------------------------------------------------------- | ------------------------------------------------------------- | ------------------------------------------------------------- | ------------------------------------------------------------- |
| Nummer                                                        | 50                                                            | 21                                                            | 8                                                             | 6                                                             | 5                                                             | 5                                                             | 6                                                             | 7                                                             | 9                                                             | 10                                                            | 15                                                            | 20                                                            | 26                                                            | 30                                                            | 26                                                            | 39                                                            | 33                                                            | 31                                                            | 42                                                            | 50                                                            | uit                                                           |                                                               |